# Вечно живые (пьеса)
«Ве́чно живы́е» — пьеса в двух актах Виктора Розова, написана в 1943 году.

## История
Пьесу «Вечно живые» Виктор Розов, участник Великой Отечественной войны (в самом её начале вступил в народное ополчение), написал в Костроме, где находился в отпуске после ранения. В это время Розов начал заочно учиться в Литературном институте; темой его первой пьесы стал тот нравственный выбор, перед которым оказывались все в ситуации военных лишений. Первоначально пьеса называлась «Семья Серебрийских». «Я отнёс пьесу в ЛИТ, — рассказывал драматург, — где получил милый отказ. Старичок — работник ЛИТа — сказал: „Читал, товарищ Розов, вашу пьесу, плакал, но запрещаем“. Я ушёл довольный, так как старичок плакал».
Первую постановку пьесы, оставшуюся незамеченной, осуществил Костромской театр. В 1956 году пьесой «Вечно живые» в постановке Олега Ефремова открылся в Москве театр «Современник». Для этой постановки Розов несколько переработал пьесу, сняв мелодраматические акценты, оказавшиеся неуместными в театре Ефремова. Здесь «Вечно живые» пережили своё второе рождение: «Пьеса, которая казалась критикам замкнутой в кругу проблем личной этики, — отметила И. Соловьёва, — в сценическом пересказе студийцев становилась раздумчивей и крупней». Слова Бориса Бороздина: «Если я честный, я должен» — стали девизом и нового театра, и поколения «шестидесятников».

## Действующие лица
Фёдор Иванович Бороздин (57 лет)

Варвара Капитоновна, его мать

Борис, его сын (25 лет)

Ирина, его дочь (27 лет)

Марк, его племянник (27 лет)

Вероника Богданова (18 лет)

Анна Михайловна Ковалёва, преподавательница истории (52 года)

Владимир, её сын (21 год)

Степан, товарищ Бориса

Анатолий Кузьмин, сослуживец Бориса

Даша, Люба, сослуживицы Бориса

Антонина Монастырская

Варя, работница мыловаренного завода

Нюра, хлеборезка

Миша, студент

Танечка, студентка

Николай Николаевич Чернов, администратор филармонии (48 лет)

## Сюжет
Действие начинается в Москве 3 июля 1941 года, по радио передают сообщение СовИнформБюро: «Наши войска ведут упорные бои»… Борис Бороздин, несмотря на бронь, уходит добровольцем на фронт: «Если я честный, я должен», — уходит накануне дня рождения своей невесты Вероники, которую он зовёт Белкой. Он оставляет Веронике в подарок игрушку — белку с орешками, под которыми спрятана записка; но Вероника, сохраняя даже орешки как память о Борисе, записку не находит.
Борис на фронте пропадает без вести, — Вероника, потеряв родителей и кров, с отчаяния выходит замуж за двоюродного брата Бориса — Марка, но этот брак не становится для неё утешением. В то время как одни сражаются на фронте или круглосуточно оперируют раненых, как отец Бориса — доктор Бороздин и его дочь — Ирина, другие умудряются наживаться на общей беде. В доме Монастырской собирается «избранное общество» — люди, прекрасно приспособившиеся к войне. В этом доме бывает и Марк, влюблённый в Монастырскую: посредственный пианист, он всеми правдами и неправдами откупается бронью от призыва в армию. Он дарит Монастырской игрушку Вероники, и таким образом находится записка Бориса, — которая побуждает Веронику решительно порвать с Марком.
К Анне Михайловне Ковалёвой, в доме которой в эвакуации живут Бороздины, приезжает в отпуск по ранению сын Владимир; не догадываясь о том, кто его соседи, он рассказывает о своём однополчанине Борисе, который свою любимую девушку называл Белкой, — от него Бороздины узнают, что Борис погиб на фронте.
После эвакуации Бороздины возвращаются в Москву, с ними Анна Михайловна и Володя. Марку дают понять, что его присутствие в доме нежелательно. Володя влюблён в Веронику, но она просит его не требовать от неё ответа: она всё ещё помнит Бориса и любит его. За окнами начинается салют в честь перехода советских войск через германскую границу.

## Известные постановки
- 1956 — «Современник». Постановка Олега Ефремова. Художники Л. Батурин, Д. Лазарев. Роли исполняли: Фёдор Иванович Бороздин — Михаил Зимин, Варвара Капитоновна — Л. Студнева, Борис — О. Ефремов, Ирина — Л. Толмачёва, Марк — Г. Печников, Вероника — С. Мизери, Ковалёва — Г. Степанова, Владимир — И. Кваша, Степан — Н. Пастухов, Кузьмин — В. Сергачёв, Даша — Е. Миллиоти, Люба — Л. Качанова, Монастырская — А. Елисеева, Варя — К. Филиппова, Нюрка-хлеборезка — Г. Волчек, Миша — О. Табаков, Танечка — А. Голубева, Чернов — Е. Евстигнеев. В последующих редакциях, начиная с 1960 года, О. Ефремов играл Фёдора Ивановича Бороздина[7].
- 1956 — Ленинградский драматический театр им. В. Ф. Комиссаржевской. В роли Вероники — Эмма Попова, в роли Марка — Игорь Дмитриев.
- 2010 — Центральный театр Российской армии. Постановка Бориса Морозова. Художник-постановщик И. Сумбаташвили; композитор Р. Затикян[8].
- 2017 — Театр на Покровке. Постановка Геннадия Шапошникова. Художник: Виктор Шилькрот, Художник по костюмам: Мария Козлова
- 2023 —Театр на Бронной с названием «Вероника». Постановка Константина Богомолова . Художник-постановщик: Лариса Ломакина.
- 2023 — Государственный академический Малый театр России с названием «Летят журавли». Постановка Андрея Житинкина . Художник-постановщик: Андрей Шаров
- 2023 — Свердловский государственный академический театр драмы с названием «Летят журавли». Постановка Дмитрия Зимина. Художник-постановщик: Владимир Кравцев.

## Экранизации
По просьбе режиссёра М. Калатозова Розов написал на основе пьесы сценарий фильма «Летят журавли».

## Публикации
- Розов В. С. Вечно живые. Пьесы. — М.: Эксмо, 2008. — ISBN 978-5-699-31094-4.